# Jalkapallon suomenmestaruuskilpailut 1908
První ročník Jalkapallon suomenmestaruuskilpailut 1908 (Finského fotbalového mistrovství) se konal od 27. září do 17. října 1908.
Turnaje se zúčastnilo pět klubů, čtyři byli z Helsinek (IFK Helsinky, HJK Helsinki, Unitas Helsinki a PUS Helsinki) a jeden z Vyborgu (Viipurin Reipas). Vítězem turnaje se stal Unitas Helsinki, který porazil ve finále PUS Helsinki 4:1.